# La donna della domenica (romanzo)
La donna della domenica è un romanzo giallo di Fruttero & Lucentini, pubblicato nel 1972. Fu accolto con entusiasmo da Oreste del Buono, sempre alla ricerca di gialli italiani di qualità che all'epoca scarseggiavano. In una recensione pubblicata su "Linus" ne scrive: "consta di 500 grandi pagine, e potrebbe essere considerato come il grande giallo italiano che non è solo un giallo, ma anche molto di più"  . 

## Trama
Il romanzo è ambientato a Torino e narra dell'indagine del commissario Santamaria sull'omicidio dell'architetto Garrone, personaggio che conduce una vita di squallidi espedienti a margine della Torino "bene". Il professionista viene trovato ucciso nel suo pied-à-terre con il cranio sfondato da un fallo di pietra.
 Tra i protagonisti della vicenda ci sono anche gli amici Anna Carla Dosio e Massimo Campi. La prima è la moglie di un ricco industriale, il secondo è un giovane della buona borghesia torinese che trascina stancamente una relazione con Lello Riviera, piccolo impiegato comunale con velleità da intellettuale. Anna Carla e Massimo sono tra i primi sospettati, poiché Garrone fa parte, insieme con altri personaggi, di un loro "teatrino privato", nel quale stigmatizzano i vizi, le affettazioni, il cattivo gusto dei loro conoscenti. Stanca del personaggio di Garrone, Anna Carla propone a Massimo, in una lettera risentita, poi non spedita, ma giunta ugualmente nelle mani della polizia, di "eliminarlo" dalla loro vita. Da quel momento i due saranno coinvolti, loro malgrado, nell'indagine. Anche Lello, pur avvertendo che la sua relazione con Massimo è prossima alla fine, si appassiona al caso, per cercare di scagionare il compagno, al quale è ancora affezionato: arriverà - senza accorgersene del tutto - vicino alla verità, e finirà ucciso dall'assassino di Garrone presso il Balon, il mercatino delle pulci di Torino. 
Il commissario Santamaria (che al termine della vicenda avrà un'avventura con Anna Carla) giunge alla soluzione del caso attraverso un proverbio piemontese, La cativa lavandera a treuva mai la bon-a pèra ("La cattiva lavandaia non trova mai la buona pietra").
Attorno ai personaggi principali ruotano numerose altre figure, delle più diverse estrazioni sociali: le anziane sorelle Tabusso, rintanate con la domestica nella loro villa in collina, assediata da un florido traffico di prostitute e clienti; il gallerista Vollero che, pur temendo di essere scoperto dai suoi clienti, si rifornisce di cornici al Balon; l'americanista Bonetto, un intellettuale immaturo, perso dietro improbabili, inutili (e probabilmente immaginarie) schermaglie culturali con odiati colleghi. Per tale ricchezza di caratteri e per la profondità dell'analisi psicologica il romanzo costituisce un vivido ritratto dell'alta borghesia torinese dei primi anni `70.

## Cinema e televisione
Il romanzo ebbe un grande successo e ne fu tratto nel 1975 un film con l'identico titolo: La donna della domenica, diretto da Luigi Comencini con Marcello Mastroianni (Santamaria), Jacqueline Bisset (Anna Carla Dosio), Jean-Louis Trintignant (Massimo Campi) e Lina Volonghi (Ines Tabusso).
Nel 2011 la Rai Fiction, con Rizzoli Audiovisivi, ha prodotto una miniserie tratta dal libro, sempre con lo stesso titolo La donna della domenica, interpretata da Andrea Osvárt, Giampaolo Morelli, Ninni Bruschetta e Fabrizio Bucci.

## Curiosità
- Per il personaggio dell'americanista Bonetto gli autori si ispirarono a Claudio Gorlier, compagno di classe di Fruttero al liceo.[3]

## Edizioni
- La donna della domenica, Collana Varia di letteratura, Milano, Arnoldo Mondadori Editore, marzo 1972, ISBN 978-88-041-0050-8. - Collana Oscar n.768, Mondadori, 1977; Collana Oscar Bestsellers n.22, Mondadori, 1985; Collana I MITI n.186, Mondadori, 2000, ISBN 978-88-044-8350-2; Collana Oscar Classici moderni n.186, Mondadori, 2001, ISBN 978-88-04-49907-7; Collana Il Giallo Mondadori, Mondadori, 2019, ISBN 978-88-047-1635-8; Con uno scritto di Natalia Ginzburg, Appendice di articoli, un inserto su romanzo & film, Collana Oscar Moderni. Cult, Mondadori, 2022, ISBN 978-88-047-5369-8.
- La donna della domenica, Collana Fabula n.83, Milano, Adelphi, 1994, ISBN 978-88-459-1101-9.
- La donna della domenica, Collana La Biblioteca di Repubblica n.85, Roma, Gruppo L'Espresso, 2003. - Collana Il Giallo Italiano, Milano RCS Quotidiani-Corriere della Sera, 2014.
- in  Opere di bottega, 2 voll., a cura di Domenico Scarpa, Collana I Meridiani, Milano, Mondadori, 2019, ISBN 978-88-047-0603-8.